# Jean Kling (rabbin)
Pour les articles homonymes, voir Kling.
Ne doit pas être confondu avec Jean Kling (architecte).
Jean Yehochoua Kling, né à Strasbourg (Bas-Rhin) le 16 juin 1928 et mort à Beer-Sheva (Israël) le 31 octobre 2003 ,,, est un rabbin français, Grand-rabbin de Lyon entre 1955 et 1974, puis grand-rabbin de Nice entre 1974 et 1993.

## Les premières années
Jean Kling naît à Strasbourg le 16 juin 1928. Il est le fils de Gaston Kling et de Fanny Kling née Weil.
Après l'engagement dans l'Armée Française de Gaston et des déportations dans la famille, celle-ci se retrouve à Pau (Pyrénées-Atlantiques).
Après la Seconde Guerre mondiale, Jean Kling se porte volontaire dans des mouvements de jeunesse juifs et voyage en France pour essayer de ramener des enfants juifs adoptés pendant la guerre par des familles de confession catholique à leur religion de naissance, que ce soit dans des familles d'accueils juives ou dans des orphelinats. La famille Kling accueille chez elle un d'entre eux, que Jean a du mal à convaincre de se séparer de la famille qui l'avait protégé pendant la Guerre.
Il est moniteur aux Éclaireurs israélites et Aumônier de la jeunesse juive à Paris.

## Carrière

### La Varenne (1949-1955)
En 1945, en parallèle à des études de Droit à la Sorbonne, Jean commence ses études au Séminaire israélite de France de la rue Vauquelin. Au départ, il n'a aucune intention de devenir rabbin mais plutôt avocat. Il étudie au Séminaire pour trouver les réponses aux questions théologiques qu'il se pose après le cataclysme de la Shoah.
Il se marie à Esther Hakoune en 1949, année durant laquelle il prend en charge la communauté de La Varenne (Val-de-Marne).

### Lyon (1955-1974)
Mais en 1955, le Grand Rabbin Jacob Kaplan le nomme Grand Rabbin de Lyon.
Dès son arrivée à Lyon, il entreprend des réformes en restructurant entièrement la communauté lyonnaise, des circoncisions aux mariages religieux, en passant par les Bar Mitsvot et sans oublier la Cacheroute. Il crée deux écoles juives, une pour garçons et une pour filles, et il met en place des colonies de vacances réservées à la jeunesse juive.

Le 6 janvier 1972, il signe un texte commun contre le racisme avec Alexandre Renard, archevêque de Lyon et cardinal, le pasteur Yves Dargigue, président de l'Eglise réformée de Lyon et Bel Hadj el Maafi, imam de Lyon et résistant, où il déclare :
Tous les hommes, créés à l'image de Dieu, sont frères et doivent être respectés dans leur différence. Tout croyant doit s'interroger sur la portée réelle, concrète, immédiate de cet enseignement et avoir pleine conscience de sa responsabilité devant Dieu et devant le monde.
En 1974, il décide de quitter Lyon. Après une tentative à Metz qui fut repoussée par le grand-rabbin Kaplan, il opte pour Nice.
À Lyon, son jeune assistant, le Grand Rabbin Richard Wertenschlag lui succède en 1976.

### Nice (1974-1993)
À Nice, il dirige la communauté pendant deux décennies. Il crée Radio Chalom Nitsan, radio juive de Nice. Il est le responsable et décide de l'agenda de diffusions de cette nouvelle radio. La Radio Chalom Nitsan devient pour lui un moyen de diffusion religieux, communautaire et politique hors-normes.

### Israël (1993-2003)
En 1980, après la démission du Grand Rabbin Kaplan, et plus encore en 1987, le nom du rabbin Kling est avancé pour être élu à la tête du judaïsme français. Ce sont toutefois René-Samuel Sirat et Joseph Sitruk qui sont élus.
Le rabbin Kling prend sa retraite et quitte Nice en 1993, et s'installe à Kfar Maimon en Israël.
À Nice, le grand-rabbin Mordekhaï Bensoussan lui succède.
Le grand-rabbin Kling, devenu un simple citoyen israélien meurt après diverses maladies le 4 novembre 2003  à Beer-Sheva, puis enterré à Kfar Maimon.
Nombre de ses réformes à Lyon sont appliquées jusqu'à aujourd'hui. Aussi, la radio Chalom Nitsan est toujours active à Nice.

## Famille
Le fils du grand-rabbin Kling, Élie, dirige Hemdat Hadarom, un séminaire pour jeunes filles qu'il a créé dans la ville de Netivot en Israël.

## Honneurs
- Le centre communautaire israélite de Nice devient le centre Jean-Kling, en octobre 2008.